# 諸葛玄
諸葛玄（2世纪—197年），琅琊陽都（今山東省沂南縣）人，東漢末期人物，曾於袁術及劉表處任職。三国蜀汉丞相诸葛亮的叔父。

## 生平
兄長諸葛珪早卒，攜帶諸葛珪之子諸葛亮、諸葛均及兩位姪女躲避戰禍到江東一帶。諸葛玄後受袁術推舉為豫章太守，後來為朝廷所舉之朱皓取代，便帶著孔明及其姊弟到襄陽投靠其故交劉表。後病卒。

## 與三國志不同之記載
裴松之在《三國志注》引《獻帝春秋》記載，豫章太守周术病亡後，劉表薦封諸葛玄接替(另說是袁術上表薦封)，治南昌（今江西南昌）。東漢朝廷聽聞周術過世，任命朱皓代替諸葛玄為豫章太守，朱皓請求揚州刺史劉繇出兵，共擊諸葛玄。諸葛玄退守西城。建安二年（197年）正月，西城居民叛亂，殺諸葛玄，斬其首級送與劉繇。此說法與《三國志·諸葛亮傳》的記載不同。
裴松之認為《獻帝春秋》作者袁曄、樂資所編撰的記述內文是悖離正統史書的妄說，應不可盡信(袁曄、樂資等諸所記載，穢雜虛謬，若此之類，殆不可勝言也)。

## 家庭

### 祖先
- 諸葛豐，漢元帝时任司隸校尉，他以执法严格、性情刚直見称。

### 兄長家
- 诸葛珪，諸葛玄之兄長。東漢末年為泰山郡丞。
  - 诸葛瑾，東吳重要謀士，官至大將軍。
  - 诸葛亮，蜀漢丞相，中國歷史上著名的政治家、軍事家。
  - 諸葛均，蜀漢官吏，官至長水校尉。
  - 兩位女兒，一位嫁給襄陽名士龐山民，一位嫁給襄陽望族子弟蒯祺。